# Theodor Struve
Theodor Struve (* 24. Mai 1816 in Flensburg; † 22. Dezember 1885jul. / 3. Januar 1886greg. in Riga) war ein deutscher Philologe und Pädagoge in russischen Diensten.

## Leben
Struve wurde nach dem Tod seines Vaters von seinem Onkel, dem Arzt Ludwig August Struve adoptiert. Als sein Onkel 1828 starb, ließ sich Struve bei seinem anderen Onkel, dem Astronomen Friedrich Georg Wilhelm Struve in Dorpat nieder.
1832 begann er mit 16 Jahren an der Kaiserlichen Universität Dorpat klassische Philologie zu studieren. 1836 wechselte er an die Universität Königsberg. Nach seinem erfolgreichen Abschluss bekam er 1839 eine Anstellung als Lehrer am Gymnasium in Dorpat. Nach einigen Jahren wurde er an das Gymnasium in Kasan versetzt.
Nebenbei studierte und forschte Struve weiter und konnte so 1846 an der Universität in Sankt Petersburg zum Dr. phil. promovieren. Anschließend kehrte er als Dozent nach Kasan zurück und wurde sechs Jahre später zum außerordentlichen Professor befördert. 1855 erfolgte die Ernennung zum ordentlichen Professor. Während dieser Jahre lehrte Struve Latein (Sprache und Literatur); später übernahm er auch noch das Fach Griechisch.
Ab 1862 war er als Dozent wieder in Dorpat tätig und wurde von dort drei Jahre später als Professor für griechische Sprache an die Universität Odessa versetzt. Neben seiner Tätigkeit dort als Pädagoge vertraute man ihm das Münzkabinett der Universität an. 1870 berief man Struve zurück nach St. Petersburg und übergab ihm die Leitung des klassischen Gymnasiums.
Ungefähr fünf Jahre später legte Theodor Struve alle Ämter nieder und ging in Pension. Er ließ sich in Riga nieder und starb dort im Alter von 69 Jahren am 3. Januar 1886.